# Banys de Dorres
Els Banys de Dorres és un petit establiment termal del terme comunal de Dorres, de la comarca de l'Alta Cerdanya, a la Catalunya del Nord.
Estan situats a la zona sud-est del terme comunal de Dorres, a prop a llevant d'aquest poble, també a prop al sud-oest de les Escaldes.
És un establiment a l'aire lliure, entre els arbres existents en el lloc. És un edifici obert, amb tres de les parets construïdes, i la quarta oberta. Hom hi pot gaudir d'una gran panoràmica sobre els principals cims dels Pirineus Catalans. La temperatura de la sorgència és de 38 graus, cosa que permet el bany a qualsevol època de l'any, a les dues piscines exteriors, un antic safareig i una piscina nova, tallades en blocs de granit. Les restes més antigues, una piscina i les restes d'una cuina, es remunten a l'època de la colonització romana.
És destí freqüent de moltes de les rutes d'excursionisme a peu o amb bicicleta de la Cerdanya.